# Хлібороб (Шосткинський район)
Хліборо́б — село в Україні, у Середино-Будській міській громаді Шосткинського району Сумської області. Населення становить 56 осіб. До 2020 орган місцевого самоврядування — Середино-Будська міська рада.

## Географія
Село Хлібороб знаходиться на березі річки Уличка, вище за течією на відстані 5 км розташоване місто Середина-Буда, нижче за течією на відстані 2 км розташоване село Винторівка. До села примикає кордон з Росією.

## Символіка
На гербі зображений ціп і покладений на землю сніп пшениці що зображає процес ручного обмолоту зерна і вказує на назву населеного пункту (герб є напівпромовистим). Груша взята з роддиного герба дворян Калугіних, засновників села.

## Історія
Калугін хутір був заснований в першій половині XIX століття, до 1853 року, кимось із дворян Калугіних, що проживали в містечку Середина-Буда: капітаном Миколою Андрійовичем Калугіним (? — 9.01.1847), або його сином Миколою Миколайовичем Калугіним (6.12.1810 — 27.11.1902).
Напередодні скасування кріпосного права, в 1859 році в селі значилося 6 дворів, у яких проживало 27 жителів. Більшість з них були кріпаками і належали дійсному статському раднику і почесному мировому судді Новгород-Сіверського повіту Миколі Миколайовичу Калугіну.
На початку XX століття М. М. Калугін володів у населеному пункті 372 десятинами землі, водяним млином на річці Уличка та невеликим маслоробним заводом. Після його смерті зазначене майно перейшло у спадок до його дружини Агафії Луківні Калугіній (5.02.1827 — 25.02.1906) та їх дітям.
У 1917 році більшовики відібрали у Калугіних всю їхню власність й передали її у володіння місцевим комунарам, які організували на її основі пролетарську сільськогосподарську комуну, що переросла в 1932 році в колгосп «Хлібороб». За його назвою у 1930-ті роки був перейменований і сам хутір.
12 червня 2020 року, відповідно до Розпорядження Кабінету Міністрів України № 723-р «Про визначення адміністративних центрів та затвердження територій територіальних громад Сумської області» увійшло до складу Середино-Будської міської громади.
19 липня 2020 року,  в результаті адміністративно-територіальної реформи та ліквідації Середино-Будського району, село увійшло до Шосткинського району.
15 квітня 2024 року на село московські окупанти скинули некеровану авіаракету.
28 липня 2024 року село знову обстріляли російські агресори. Зафіксовано 1 вибух, ймовірно ФПВ-дрон; 8 вибухів, ймовірно міномет 120 мм.    